# Saint-Martin-l'Ars

Saint-Martin-l'Ars este o comună în departamentul Vienne, Franța. În 2009 avea o populație de 410 de locuitori.